# 5 000 mètres féminin aux Jeux olympiques d'été de 2012
Navigation
Pékin 2008 Rio 2016
L'épreuve du 5 000 mètres féminin aux Jeux olympiques de 2012 a lieu le 7 pour les séries et le 10 août pour la finale dans le Stade olympique de Londres.
Les limites de qualification étaient de 15 min 20 s 00 pour la limite A et de 15 min 30 s 00 pour la limite B.

## Records
Avant cette compétition, les records dans cette discipline étaient les suivants :
| Record du monde  | 14 min 11 s 15 | Tirunesh Dibaba | Éthiopie | 6 juin 2008       | Oslo   |
| Record olympique | 14 min 40 s 79 | Gabriela Szabo  | Roumanie | 25 septembre 2000 | Sydney |

## Médaillées
| Or            | Argent           | Bronze          |
| Meseret Defar | Vivian Cheruiyot | Tirunesh Dibaba |

## Résultats

### Finale (10 août)
| Rang               | Athlète                 | Nationalité     | Temps          | Notes |
| ------------------ | ----------------------- | --------------- | -------------- | ----- |
| Médaille d'or      | Meseret Defar           | Éthiopie        | 15 min 04 s 25 |       |
| Médaille d'argent  | Vivian Cheruiyot        | Kenya           | 15 min 04 s 73 |       |
| Médaille de bronze | Tirunesh Dibaba         | Éthiopie        | 15 min 05 s 15 |       |
| 4                  | Sally Jepkosgei Kipyego | Kenya           | 15 min 05 s 79 |       |
| 5                  | Gelete Burka            | Éthiopie        | 15 min 10 s 66 |       |
| 6                  | Viola Kibiwot           | Kenya           | 15 min 11 s 59 |       |
| 7                  | Joanne Pavey            | Grande-Bretagne | 15 min 12 s 72 |       |
| 8                  | Julia Bleasdale         | Grande-Bretagne | 15 min 14 s 55 |       |
| 9                  | Olga Golovkina          | Russie          | 15 min 17 s 88 |       |
| 10                 | Shitaye Eshete          | Bahreïn         | 15 min 19 s 13 |       |
| 11                 | Molly Huddle            | États-Unis      | 15 min 20 s 29 |       |
| 12                 | Tejitu Daba             | Bahreïn         | 15 min 21 s 34 |       |
| 13                 | Yelena Nagovitsyna      | Russie          | 15 min 21 s 38 |       |
| 14                 | Julie Culley            | États-Unis      | 15 min 28 s 22 |       |
| 15                 | Elena Romagnolo         | Italie          | 15 min 35 s 69 |       |

### Séries (7 août)

#### Série 1
| Rang | Athlète                   | Pays            | Temps          | Notes |
| ---- | ------------------------- | --------------- | -------------- | ----- |
| 1    | Tirunesh Dibaba           | Éthiopie        | 14 min 58 s 48 | Q     |
| 2    | Meseret Defar             | Éthiopie        | 14 min 58 s 70 | Q     |
| 3    | Viola Jelagat Kibiwot     | Kenya           | 14 min 59 s 31 | Q     |
| 4    | Olga Golovkina            | Russie          | 15 min 05 s 26 | Q, PB |
| 5    | Julie Culley              | États-Unis      | 15 min 05 s 38 | Q, PB |
| 6    | Tejitu Daba               | Bahreïn         | 15 min 05 s 59 | q, PB |
| 7    | Silvia Weissteiner        | Italie          | 15 min 06 s 81 | SB    |
| 8    | Kayoko Fukushi            | Japon           | 15 min 09 s 31 | SB    |
| 9    | Barbara Parker            | Grande-Bretagne | 15 min 12 s 81 | PB    |
| 10   | Fionnuala Britton         | Irlande         | 15 min 12 s 97 | PB    |
| 11   | Lyudmyla Kovalenko        | Ukraine         | 15 min 18 s 60 |       |
| 12   | Judith Plá                | Espagne         | 15 min 20 s 39 | PB    |
| 13   | Karoline Bjerkeli Grøvdal | Norvège         | 15 min 24 s 86 | PB    |
| 14   | Dudu Karakaya             | Turquie         | 15 min 28 s 32 |       |
| 15   | Eloise Wellings           | Australie       | 15 min 35 s 53 |       |
| 16   | Sandra López              | Mexique         | 15 min 55 s 16 |       |
| -    | Nadia Noujani             | Maroc           | DNF            |       |
| -    | Sara Moreira              | Portugal        | DNS            |       |

#### Série 2
| Rang | Athlète                 | Pays            | Temps          | Notes |
| ---- | ----------------------- | --------------- | -------------- | ----- |
| 1    | Gelete Burka            | Éthiopie        | 15 min 01 s 44 | Q     |
| 2    | Vivian Cheruiyot        | Kenya           | 15 min 01 s 54 | Q     |
| 3    | Sally Jepkosgei Kipyego | Kenya           | 15 min 01 s 87 | Q     |
| 4    | Julia Bleasdale         | Grande-Bretagne | 15 min 02 s 00 | Q, PB |
| 5    | Molly Huddle            | États-Unis      | 15 min 02 s 26 | Q, SB |
| 6    | Yelena Nagovitsyna      | Russie          | 15 min 02 s 80 | q, PB |
| 7    | Joanne Pavey            | Grande-Bretagne | 15 min 02 s 84 | q, SB |
| 8    | Shitaye Eshete          | Bahreïn         | 15 min 05 s 48 | q, PB |
| 9    | Elena Romagnolo         | Italie          | 15 min 06 s 38 | q, PB |
| 10   | Hitomi Niiya            | Japon           | 15 min 10 s 20 | PB    |
| 11   | Almensh Belete          | Belgique        | 15 min 10 s 24 | SB    |
| 12   | Kim Conley              | États-Unis      | 15 min 14 s 48 | PB    |
| 13   | Mika Yoshikawa          | Japon           | 15 min 16 s 77 | PB    |
| 14   | Nadia Ejjafini          | Italie          | 15 min 24 s 70 |       |
| 15   | Sheila Reid             | Canada          | 15 min 27 s 41 |       |
| 16   | Zakia Mrisho            | Tanzanie        | 15 min 39 s 58 |       |
| 17   | Layes Abdullayeva       | Azerbaïdjan     | 15 min 45 s 69 |       |
| 18   | Roxana Elisabeta Birca  | Roumanie        | 16 min 01 s 04 |       |

## Légende
Records et Performances
- AR : Record continental (area record)
- CR : Record des championnats (championship record)
- MR : Record du meeting (meet record)
- NR : Record national (national record)
- OR : Record olympique (olympic record)
- PR : Record paralympique (paralympic record)
- PB : Record personnel (personal best)
- SB : Meilleure performance personnelle de la saison (season's best)
- WL : Meilleure performance mondiale de l'année (world leader)
- WJR : Record du monde junior (world junior record)
- WR : Record du monde (world record)

Circonstances et Conditions
- DNF : N'a pas terminé (did not finish)
- DNS : N'a pas pris le départ (did not start)
- DQ : Disqualification (disqualification)
- NM : Aucun essai valable enregistré (No Mark)
- Q : Qualifié « directement » au prochain tour (ou à la prochaine compétition), lors d'une compétition majeure, grâce au classement ou à la réalisation des minima (automatic qualifier)
- q : Qualifié au prochain tour (ou à la prochaine compétition), lors d'une compétition majeure, grâce au repêchage ou à la réalisation de l'une des meilleures performances parmi celles des « non qualifiés directement » (grâce au meilleur temps ou à la meilleure distance par exemple) (secondary qualifier)